# Chestnut Hill (série littéraire)
Pour les articles homonymes, voir Chestnut Hill.

Chestnut Hill est une série de romans écrits par Lauren Brooke, l'auteur plus connue pour avoir écrit la série de romans Heartland. Le premier livre de la série, La Série (The New Class), a été publié en version française en mars 2007.

## L'histoire
L'aventure tourne autour de sept jeunes filles, qui sont en pension dans une école appelée Chestnut Hill, aux Etats-Unis. Elles y suivent à la fois des matières scolaires, des leçons d'équitation et font des concours. Chaque roman est raconté autour du point de vue d'une des héroïnes.
Tome 1
Margaux a toujours rêvé d'intégrer l'école d'équitation Chestnut Hill. Bien qu'elle soit en première année, les cavaliers récompensés et les chevaux prestigieux ne l'impressionnent pas. Mais Margaux comprend vite qu'être populaire et talentueuse ne veut rien dire dans les couloirs de Chestnut Hill. Choisir les bons amis fera toute la différence...
Tome 2
Laurie fait partie de l'équipe d'équitation. Mais le fossé est toujours aussi grand entre elle et le reste des filles. Alors qu'elle s’apprête à tout arrêter, un nouveau cheval, Tybalt, rejoint l'écurie. Celui_ci lui rappelle le cheval de son enfance...
Tome 3
Rien ne va plus pour Pauline: son frère Sam est gravement malade. Heureusement, Minnie, la jument de Patty, la réconforte. Mais quand la pouliche est mise en vente Pauline craque...

## Les livres
1. La rentrée
2. Un grand pas
3. Un cœur d'or
4. Victoire à l'arraché
5. Esprit d'équipe
6. Tout ou rien
7. Rêves de victoire
8. Des souvenirs pour la vie
9. Une équipe en or
10. Un cœur qui bat
11. Une chance de briller
12. Mystère au manoir
13. Une élève pas comme les autres
14. En route pour la finale
15. Un été au galop

## Les personnages

### Personnages principaux
Margaux Walsh – Le tome 1 La rentrée, le tome 5 Esprit d'équipe, le tome 9 Une équipe en or et le tome 13 Une élève pas comme les autres sont racontés du point de vue de Margaux. Spontanée et possédant beaucoup d'humour, elle vient du Connecticut. Son poney préféré s'appelle Morello, un hongre Paint, appartenant à sa tante Annie Carmichael, la directrice de la section équitation. Margaux fait partie de l'équipe de saut d'obstacles junior, en tant que réserviste, jusqu'au tome 7, où elle deviendra cavalière à part entière dans l'équipe junior
Laurie O'Neil – Le tome 2 Un grand pas, le tome 6 Tout ou rien, le tome 10 Un cœur qui bat et le tome 14 En route pour la finale sont racontés du point de vue de Laurie. Plutôt distante, elle n'aime pas raconter son passé à cause de la mort de sa mère (décédée, il y a 2 ans) et a eu du mal à s'intégrer aux autres filles. Issue d'un milieu modeste – son père travaille dans un magasin de chaussures – elle a obtenu une bourse prestigieuse, le Rockwell Award, pour entrer à Chestnut Hill. Cette bourse est décernée chaque année par Diane Rockwell. Son poney préféré s'appelle Tybalt, un hongre bai brun, qu'elle a convaincu d'acheter auprès de Mme Carmichael. Laurie est la capitaine de l'équipe de saut d'obstacles junior.
Pauline Harper – Le tome 3 Un cœur d'or, le tome 7 Rêves de victoire et le tome 11 Une chance de briller sont racontés du point de vue de Pauline. Douce, timide et patiente, elle est originaire de Londres. Elle possédait son propre poney, un hongre alezan baptisé Rocky que ses parents lui avaient offert pour ses 9 ans. Mais elle a dû le laisser en Angleterre avant d'intégrer l'école de Chestnut Hill. Son père est professeur à l'université de Virginie.Son poney préféré s'appelle Minnie une jument grise pommelé qui appartenait à Patty Duval avant d’être racheté par Margaux, qui la loua à Pauline. Elle a aussi un frère jumeau nommé Sam qui était atteint d'une leucémie mais il est en rémission. À la fin du tome 11, Pauline décide de rentrer en Angleterre avec sa famille. Elle ne sera donc pas dans les tomes suivants.    
Mélanie Hernandez – Le tome 4 Victoire à l'arraché, le tome 8 Des souvenirs pour la vie et le tome 12 Mystère au manoir sont racontés du point de vue de Mélanie. Humoristique et spontanée, elle vient du Colorado et arbore plutôt un look cow-boy. Son père est commandant dans l'armée de l'air et de ce fait, elle et sa famille déménageaient souvent. Son poney préféré est un hongre isabelle au nom prédestiné, nommé... Colorado.

### Personnages secondaires
Nora - Le tome 15 Un été au galop est raconté du point de vue de Nora. Fille du dortoir Adams, elle a été adoptée. Margaux la détestait car elle avait l'impression qu'elle remplaçait  Pauline partie en Angleterre, avant de découvrir son terrible secret. C'est maintenant l'amie de Margaux, Laurie, Mélanie et Pauline.
Alexandra Cooper – Fille du dortoir Adams.
Anita Demarco – Cavalière de Chestnut Hill.
Annie Carmichael – Elle est la responsable de l'équitation et instructrice en chef. Elle est la sœur de Mme Walsh, et donc la tante de Margaux. Elle est venue à Chestnut Hill avec ses deux chevaux : le poney Morello et la jument Quince. Son fils Nat fait partie de l'école Saint Kit.
Aster Sachs-Cohen – Cavalière de Chestnut Hill.
Audrey Harrison – Elle est issue d'un lieu aisé, et de ce fait, est plutôt snob. Elle n'hésite d'ailleurs pas à se moquer Laurie O'Neil, la surnommant parfois « la boursière ». Elle possède un poney rouan baptisé Bluegrass en pension à Chestnut Hill. Elle a également deux sœurs plus âgées qu'elle, Rachel et Melissa, qui elles aussi ont fait leur scolarité à Chestnut Hill. Audrey fait partie de l'équipe de saut d'obstacles junior.
Belle Carter - Championne de Barrel Racing et voisine de Mélanie, à Colorado Springs. Apparaît à la Journée rodéo de Chestnut Hill.
Caleb Smith – Il est l'un des garçons de l'école Saint Kit. Il a rencontré Laurie O'Neil pendant l'été, lors des concours de saut d'obstacles.Leur amitié s'est petit à petit transformé en un sentiment un peu plus profond.
Catherine MacIntyre – Cavalière de Chestnut Hill.
Diane Rockwell – Ancienne élève de Chestnut Hill, elle a représenté les États-Unis aux jeux Olympiques, il y a 15 ans. En guise de reconnaissance pour la formation qu'elle a reçue à Chestnut Hill, elle octroie chaque année une bourse appelée le Rockwell Award, qui permet à des jeunes filles d'un milieu modeste d'entrer dans cette école. La lauréate de cette année est Laurie O'Neil.
Dr Angela Starling – Directrice de Chestnut Hill.
Dr Jeremy Haslum – Vétérinaire.
Dr Olton – Vétérinaire.
Edward Hunter Duvall – Célèbre romancier et père de Patty Duvall.
Éléonore Dixon – Elle fait partie de l'équipe de saut d'obstacles junior.
Élisabeth Mitchell – Ancienne instructrice d'équitation de Chestnut Hill, elle fait maintenant partie de l'école rivale Allbrights.
Elsa – Une des deux aides de l'écurie.
Émilie Page – Cavalière de Chestnut Hill.
Flore Chapelain – Capitaine de l'équipe d'équitation senior.
Jason Williams – Goal de l'équipe de hockey et petit ami d'Audrey Harrison.
Jessica Jackson – Fille du dortoir Adams.
Josh – Garçon de Saint Kit, copain de Nat et Caleb.Un tendre sentiment est né entre lui et Pauline Harper.
Joy Richards – Cavalière de Chestnut Hill.
Julie – Une des deux aides de l'écurie.
Kathleen Orwen – Cavalière d'une école rivale.
M. Highland – Professeur de violon (ou de musique).
Melissa Harrison – Une des deux sœurs ainées d'Audrey Harrison.
Melle Griffiths – Professeur de littérature.
Mme Aude Philips – Entraîneuse d'équitation de Chestnut Hill.
Mme Conroy – Professeur d'anglais.
Mme Danby – Secrétaire.
Mme Herson – Responsable du dortoir Adams. Surveillante des élèves de première année.
Mme Hudson – Professeur de dessin.
Mme Marshall – Responsable du dortoir Adams. Surveillante du deuxième cycle.
Nat Carmichael – Il est le fils d'Annie Carmichael et donc le cousin de Margaux Walsh. Il fait partie de l'école Saint Kit.
Noémie Cousins – Chef du dortoir Adams.
Olivia Buckley – Elle fait partie de l'équipe de saut d'obstacles junior.
Paige Cox – Cavalière de Chestnut Hill.
Patty Duvall – Elle est la meilleure amie d'Audrey Harrison et aussi snob qu'elle. Son père, Edward Hunter Duvall, est un célèbre romancier.
Peggy Rivers – Cavalière de Chestnut Hill.
Rachel Harrison – Une des deux sœurs ainées d'Audrey Harrison.
Roger Musgrave – Entraîneur d'équitation de Chestnut Hill.
Sam Harper - Frère de Pauline Harper, il est atteint d'une leucémie. C'est le petit ami de Mélanie Hernandez. Il fait partie de l'école St Kit.
Tania – Fille de cinquième année. Amie d'Audrey Harrison et de Patty Duvall, elle est aussi un peu snob.
Victoria Rasmusse – Cavalière de Chestnut Hill.
Y Lan Chang – Fille du dortoir Adams.

## Les chevaux
Bluegrass – Poney hongre rouan, propriété d'Audrey Harrison.
Colorado – Poney hongre isabelle, pensionnaire de Chestnut Hill.
Flight – Jeune jument gris clair, pensionnaire de Chestnut Hill.
Foxy Lady – Jument baie claire, pensionnaire de Chestnut Hill.
Hardy – Poney hongre alezan, pensionnaire de Chestnut Hill.
Kingfisher -Poney hongre bai pensionnaire de Chestnut Hill.
Marlin – Cheval bai, pensionnaire de Chestnut Hill.
Moonlight Minuet - Ponnette gris clair surnommée Minnie monture de Patty Duvall ensuite rachetée par le père de Margaux pour la louer à Pauline.
Mischief Maker – Hongre bai, propriété de Flore Chapelain, champion de l'équipe senior
Morello – Poney hongre Paint, propriété de Mme Carmichael, préféré de Margaux
Muscade – Pouliche, pensionnaire de Chestnut Hill.
Pageant's Pride – Cheval gris, surnommé Gent, propriété de Caleb Smith, à St Kit
Prince – Hongre alezan, pensionnaire de Chestnut Hill.
Quince – Jument grise pommelée, propriété de Mme Carmichael.
Quest - hongre gris, pensionnaire de Chestnut Hill
Rocky – Poney hongre alezan, ancienne propriété de Pauline Harper.
Rose – Jument, propriété de Paige Cox.
Shamrock – Jument grise pommelée, pensionnaire de Chestnut Hill.
Skylark – Jument alezane, pensionnaire de Chestnut Hill.
Snapdragon – Poney gris pommelé, pensionnaire de Chestnut Hill.
Tybalt – Poney hongre bai brun, pensionnaire de Chestnut Hill.
Winter Wonderland – Cheval gris, surnommé Winnie, pensionnaire de Chestnut Hill.
Zanzibar – Cheval bai appartenant aux voisins de Laurie O'Neil durant son enfance.
Ash- Cheval de Belle Carter.
Casta- Jument Mustang sauvage alezane, propriété de Nora, elle lui a été offerte par sa mère biologique Julia.